# 59.º governo da Monarquia Constitucional
O 59.º governo da Monarquia Constitucional e 31.º governo desde a Regeneração, nomeado a 14 de maio de 1909 e exonerado a 22 de dezembro do mesmo ano, foi presidido por Venceslau de Lima. 
A sua constituição era a seguinte:
| Cargo                                                                                 | Detentor | Detentor                                  | Período                                        |
| ------------------------------------------------------------------------------------- | -------- | ----------------------------------------- | ---------------------------------------------- |
| Presidente do Conselho de Ministros                                                   |          | Venceslau de Lima (1858–1919)             | 14 de maio de 1909 a 22 de dezembro de 1909    |
| Ministro e Secretário de Estado dos Negócios do Reino                                 |          | Venceslau de Lima (1858–1919)             | 14 de maio de 1909 a 22 de dezembro de 1909    |
| Ministro e Secretário de Estado dos Negócios Eclesiásticos e de Justiça               |          | Francisco José de Medeiros (1845–1912)    | 14 de maio de 1909 a 26 de outubro de 1909     |
| Ministro e Secretário de Estado dos Negócios Eclesiásticos e de Justiça               |          | Artur Montenegro (interino) (1871–1941)   | 28 de outubro de 1909 a 22 de dezembro de 1909 |
| Ministro e Secretário de Estado dos Negócios da Fazenda                               |          | Francisco de Paula Azeredo (1859–1940)    | 14 de maio de 1909 a 22 de dezembro de 1909    |
| Ministro e Secretário de Estado dos Negócios da Guerra                                |          | José Manuel de Elvas Cardeira (1847–1914) | 14 de maio de 1909 a 22 de dezembro de 1909    |
| Ministro e Secretário de Estado dos Negócios da Marinha e Ultramar                    |          | Manuel da Terra Pereira Viana (1856–1935) | 14 de maio de 1909 a 22 de dezembro de 1909    |
| Ministro e Secretário de Estado dos Negócios Estrangeiros                             |          | Carlos du Bocage (1853–1918)              | 14 de maio de 1909 a 22 de dezembro de 1909    |
| Ministro e Secretário de Estado dos Negócios das Obras Públicas, Comércio e Indústria |          | Alfredo Barjona de Freitas (1860–1923)    | 14 de maio de 1909 a 22 de dezembro de 1909    |